# 太古貿易有限公司
太古貿易有限公司(Swire & Maclaine Limited)創辦於1946年，總部設於香港，是一家大量採購勞動密集消費品的貿易公司。

## 業務
該公司主要從事產品採購出口及提供品質保證服務，其採購品大部分為成衣，佔採購業務營業額的65%，其次為一系列耐用消費品，如玩具、家具、烹飪用具及食品等，約佔35%。按出口市場劃分，美國市場約佔太古貿易營業額的80%，其餘20%來自英國等歐洲公司、加拿大及日本市場，主要客戶是一些連鎖專門店集團。太古貿易在亞洲區設有11家辦事處，在美國設有一家服務中心，並另設11家品質控制中心，監察31個採購地區，員工逾400人。直至1990年代為止，太古貿易是香港僅次於利豐貿易、天祥洋行的第三大出口貿易公司。不過，90年代以來，太古貿易的經營不理想，營業額及營利不斷下跌。1998年度，太古貿易營業總額僅23.56億港元，除稅後溢利1,270萬港元。

## 利豐的收購
1999年，利豐貿易繼收購天祥洋行後，向太古集團提出收購太古貿易。當時，利豐管理層認為太古在採購貿易領域無心戀戰，故主動提出。其時，太古集團亦部署鞏固其航空、飲料、地產、調味和汽車銷售等核心業務，有意放棄採購業務，結果雙方一拍即合。1999年12月29日，利豐貿易與太古達成協議，以4.5億港元現金收購太古貿易有限公司及金巴莉有限公司，市盈率約9.4倍。2003年，太古貿易有限公司正式併入利豐貿易。